# Ciclesonid
Ciclesonid ist Arzneistoff aus der Gruppe der Corticosteroide mit entzündungshemmenden Eigenschaften. Es handelt sich um ein inhalatives Corticosteroid, das zur vorbeugenden Behandlung von persistierendem Asthma bronchiale bei Erwachsenen, Jugendlichen und – in einigen Ländern – bei Kindern eingesetzt wird.

## Pharmakologie
Ciclesonid ist ein Prodrug und somit selbst inaktiv. Es muss zunächst gespalten werden, um seine entzündungshemmende Wirkung zu entfalten. Dabei entsteht in der Lunge der aktive Metabolit Desisobutyryl-Ciclesonid, der für die Wirkungen des Arzneistoffs bei Asthmapatienten verantwortlich ist. Ciclesonid steigert die Lungenfunktion und mindert die Asthmasymptome und den Einsatz von Notfallmedikamenten bei Patienten mit Asthma unterschiedlichen Schweregrades. Ciclesonid hat sich auch bei pädiatrischen Patienten mit Asthma als wirksam erwiesen.
In Studien an Asthmapatienten war Ciclesonid mindestens so wirksam wie Budesonid bei der Erhöhung des forcierten Ausatmungsvolumens in einer Sekunde und der forcierten Vitalkapazität gegenüber dem Ausgangswert. Ciclesonid beeinflusste die Asthmasymptome positiv und verringerte den Einsatz von Notfallmedikamenten vergleichbar mit Budesonid.

## Synthese
Die Synthese von Ciclesonid ist in der folgenden Reaktionssequenz beschrieben:

## Handelsnamen
Alvesco (D), CicloBronch